# Альгеніб
Альгеніб (γ Пегаса/γ Pegasi або скорочено γ Peg) — зоря в сузір'ї Пегаса, розташована в південно-східному куті астеризму, відомого як Великий Квадрат. Середня видима візуальна величина зорі +2,84, (четверта за яскравістю зоря в сузір'ї). Відстань до зорі виміряна методом паралаксу, приблизно 390 світлових років (120 парсеків) з похибкою 5 %.

## Назва та позначення
Позначення Баєра — γ Пегаса. 
Власна назва — Альгеніб. 
Однойменна назва Альгеніб також є альтернативною назвою зорі α Персея. 2016 року Міжнародний астрономічний союз організував робочу групу щодо назв зір (англ. Working Group on Star Names, WGSN). Перший бюлетень WGSN від липня 2016 року містив дві таблиці назв, ухвалених WGSN; перша таблиця містила назву Альгеніб (лат. Algenib) для цієї зорі (для α Персея ухвалили власну назву Мірфак).
В індуїстській астрономії астеризм, який складається з γ Пегаса й α Андромеди, має назву «Уттарбхадрапада» (санскр. उत्तरभाद्रपदा), це 26-а накшатра. 
Китайський астеризм «Стіна» (壁宿 (Bìxiù) також складається з γ Пегаса й α Андромеди, а сама γ Пегаса відома як «Перша зоря Стіни» (壁宿 一 Bìxiù yī).

## Характеристики
1911 року американський астроном Кейвін Бернс виявив, що радіальна швидкість γ Пегаса дещо коливається. Це підтвердив 1953 року американський астроном Д. Гарольд Макнамара, який визначив зорю як змінну типу β Цефея. (Власне тоді він ідентифікував її як «змінну типу β Великого Пса», але згодом тип було перевизначено як «змінна типу β Цефея».) Зоря має період радіальної пульсації 0,15175 доби (3,642 години), а також демонструє поведінку повільно пульсуючої зорі спектрального класу B (SPB) із трьома додатковими пульсаційними частотами. Її видима зоряна величина коливається від +2,78 до +2,89 протягом кожного циклу пульсацій.
γ Пегаса має загальну світність у 5840 разів більшу Сонця, зовнішня атмосфера має ефективну температуру більше 21 000 К. При цій температурі зоря світиться блакитно-білим відтінком. Зоря має масу майже дев'ять M☉ і радіус близький до п'яти радіусів Сонця. Зоряна класифікація В2 IV передбачає, що це субгігант, у ядрі якого водень майже «вигорів» і зоря в процесі еволюції залишає головну послідовність. Швидкість обертання зорі не піддається вимірюванню — вона або обертається дуже повільно, або обернена до Землі майже полюсом. 
Зоря має слабке магнітне поле, верхня межа диполярної напруженості близько 40 Гаусів.